# Johann Philipp Slevogt

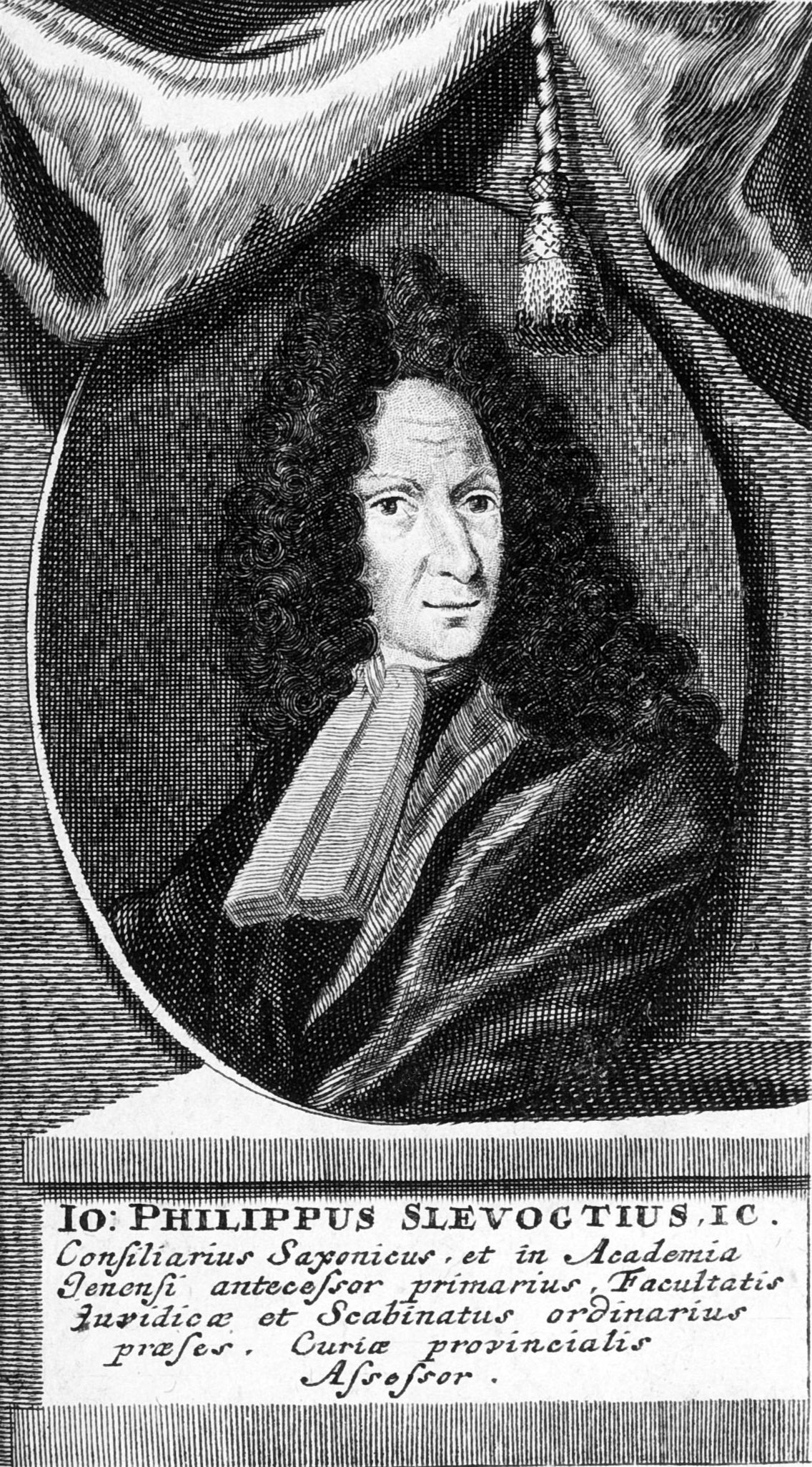
Johann Philipp Slevogt

Johann Philipp Slevogt (* 27. Februar 1649 in Jena; † 7. Januar 1727 ebenda) war ein deutscher Jurist und Rechtsprofessor in Jena.

## Leben und Werk
Johann Philipp Slevogt kam als Sohn des Professors der griechischen und hebräischen Sprache Paul Slevogt in Jena zur Welt. Zunächst studierte er in Helmstedt unter Hermann Conring und dann in Jena unter Johann Strauch und Johann Schilter Jurisprudenz, um dieses Studium schließlich mit der Philosophie und Philologie zu verbinden. Seit 1674 betrieb er als Doktor jur. eine Advokatur. Daneben bereitete er sich in Privatvorlesungen und Disputationen vor. 1680 wurde er als außerordentlicher Lehrer der Rechte und ordentlicher Lehrer der Moral berufen und versuchte in seiner Rede „De philosophia iurisconsultorum“ einen Zusammenhang zwischen beiden Fachgebieten herzuleiten.
Bereits im nächsten Jahr erhielt er in Jena eine ordentliche Professur in der Jurisprudenz. Er widmete sich ausschließlich seinem Fachgebiet und vertiefte seine Kenntnisse, so dass er 1695 Nikolaus Christoph Freiherr von Lyncker nachfolgte und erster Beisitzer am Hofgericht wurde, erster Professor und Ordinarius, auch auf dem Schöppenstuhl. Mit 70 Jahren wurde er von den sächsischen Herzögen zu ihrem gemeinschaftlichen Hofrat ernannt. Johann Philipp Slevogt starb am 7. Januar 1727 im Alter von 78 Jahren in Jena. Slevogt beteiligte sich auch an den organisatorischen Aufgaben der Salana und war in den Sommersemestern 1687, 1690, 1698, 1709, 1719 Rektor der Alma Mater.
Seine Schriften behandelten die Jurisprudenz in den unterschiedlichsten Fachgebieten, besondere Bedeutung schreibt Ernst Landsberg den kirchenrechtlichen zu.

## Familie
Slevogt war zwei Mal verheiratet. Seine erste Ehe schloss er am 28. August 1683 in Schleiz mit Anna Dorothea Hartung (* 15. Juni 1668 in Schleiz; † 6. Februar 1686 in Jena), die Tochter des Archidiakons in Schleiz Johann Gabriel Hartung und dessen Frau Maria Dorothea Lauterbach. Seine zweite Ehe ging er 1689 mit Sophia Götze (* 3. Dezember 1666 in Jena; † 18. August 1720 ebenda), der Tochter des Georg Götze und dessen Frau Sophia Regina Musaeus, ein. Aus den Ehen stammen Kinder. Von diesen kennt man
- Christina Dorothea Slevogt (* & † 1686 in Jena)
- Georg Gabriel Slevogt (* 1690 in Jena; † 1747 in Dresden) verh. 1730 mit Dorothea Reiche (* 1710)
- Dorothea Sophie Slevogt (* 1691 in Jena) verh. 1711 mit Kaspar Achatius Beck
- Johann Wilhelm Slevogt (* 1693 in Jena; † 1744 in Jena) verh. 1726 in Jena mit Johanna Sophia Hilscher (* 1706 in Jena; † 1780 ebd.)
- Johann Philipp Slevogt (* 1695 in Jena)
- Johann Georg Slevogt (* 17. April 1702 in Jena; † 1745 in Weimar) Dr. med., verh. 1741 in Weimar mit Christina Rosina Maria Bürger (* 12. August 1713 in Weimar; † 12. November 1762 in Cospeda), die Tochter des Landrichters und Regierungskanzlisten Johannes Bürger (* Kapellendorf; † 17. Dezember 1755 in Weimar) und dessen am 8. November 1712 in Weimar geheirateten Frau Dorothea Rosina Kromayer (* 24. Februar 1691 in Weimar; † 7. März 1750 ebd.), welche in zweiter Ehe am 3. November 1746 in Weimar sich mit dem Weimarer Garnisonsarzt Justinus Bertuch (* 6. März 1718 in Buttelstedt; † 16. Juni 1752 in Weimar) und in dritter Ehe am 3. Juli 1757 in Mellingen mit dem Pfarrer in Cospeda Johann Gottlieb Hänsche (* Buttstedt; † 6. Juni 1762 in Cospeda) verheiratete.